# Earle Snell
Pour les articles homonymes, voir Snell.
Earle Snell est un scénariste américain né le 23 mai 1886 à Santa Ana (Californie) et mort le 6 mai 1965 à Hollywood (Californie).

## Filmographie partielle
- 1919 : Le Champion (The Busher) de Jerome Storm
- 1925 : The Knockout de Lambert Hillyer
- 1927 : Quelle averse ! (Let It Rain) d'Edward F. Cline
- 1927 : Le Fils de Kid Roberts (On Your Toes) de Fred C. Newmeyer
- 1929 : It Can Be Done de Fred C. Newmeyer
- 1930 : Hot Curves de Norman Taurog
- 1930 : Sunny Skies de Norman Taurog
- 1931 : Justiciers du Texas (Alias the Bad Man) de Phil Rosen
- 1931 : La Loi du ranch (Range Law) de Phil Rosen
- 1931 : Les Volontaires de la mort (Branded Men) de Phil Rosen
- 1936 : Le Billet fatal (Two in a Crowd) d'Alfred E. Green
- 1939 : Homicide Bureau de Charles C. Coleman
- 1940 : Covered Wagon Days de George Sherman
- 1940 : À la rescousse (The Trail Blazers) de George Sherman
- 1940 :Rocky Mountain Rangers de George Sherman
- 1956 : The Desperados Are in Town de Kurt Neumann